# Ligamentum calcaneonaviculare plantare

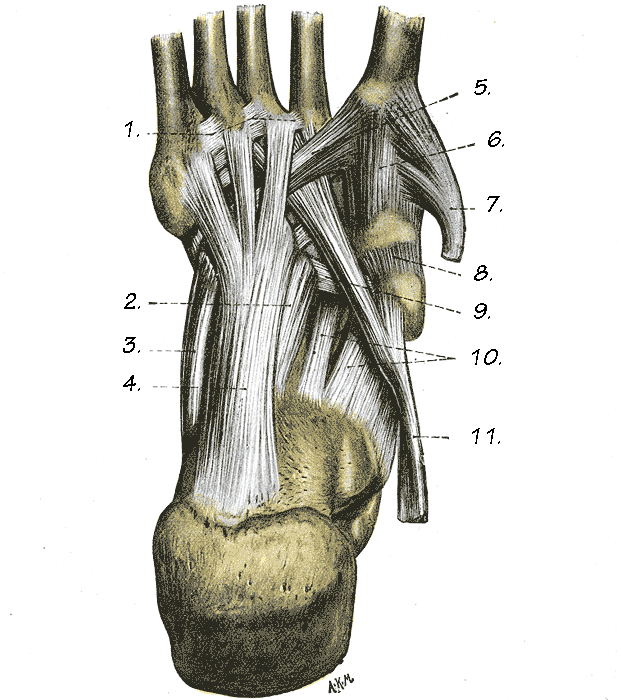
Bänder der Fußsohle des Menschen: 1 (fußsohlenseitige Mittelfußbänder (Ligamenta metatarsalia plantaria)), 2 fußsohlenseitiges Fersenbein-Würfelbein-Band (Ligamentum calcaneocuboideum plantare), 3 Sehne des Musculus peroneus longus, 4 langes Sohlenband (Ligamentum plantare longum), 5 Sehne des Musculus peroneus longus, 6 fußsohlenseitiges Sprungbein-Mittelfuß-Band (Ligamentum talometatarsale plantare), 7 Sehne des Musculus tibialis anterior, 8 fußsohlenseitiges Keilbein-Kahnbein-Band (Ligamentum cuneonaviculare plantare), 9 fußsohlenseitiges Würfelbein-Kahnbein-Band (Ligamentum cuboideonaviculare plantare), 10 Pfannenband (Ligamentum calcaneonaviculare plantare), 11 Sehne des Musculus tibialis posterior

Das Ligamentum calcaneonaviculare plantare (Syn. Ligamentum calcaneocentrale plantare, „Pfannenband“, „Plattfußband“, engl.: spring ligament) befindet sich an der plantaren Seite (fußsohlenseitig) des Fußes und verbindet das Fersenbein (Calcaneus) mit dem Os naviculare (Kahnbein, Syn. Os tarsi centrale).
Es ist konisch geformt und verläuft zwischen Sustentaculum tali und der plantaren Seite des Os naviculare. Dieser Bereich des Fußskelettes trägt den Taluskopf (Sprungbein). Seine dorsale Oberfläche bildet einen Teil dieses Gelenkes. Das Band besitzt deshalb einen Knorpelüberzug. Da dieses Gelenk seinem Aussehen nach an eine Pfanne erinnert wird das Band auch „Pfannenband“ genannt. Über seine plantare Seite verläuft die Sehne des Musculus tibialis posterior.
Das Ligamentum calcaneonaviculare plantare hat wesentlichen Anteil an der Stabilisierung des Fußgewölbes. Gibt es nach, flacht auch der mediale Anteil des Längsgewölbes ab und es kommt zur Plattfußbildung (daher auch das Synonym „Plattfußband“).